# Falaq Naaz
Falaq Naaz(sinh ngày 26 tháng 1,1992) là một nữ diễn viên truyền hình Ấn Độ.Cô được biết đến với vai Jhanvi Bharadwaj trong bộ phim truyền hình Cuộc chiến những nàng dâu.Falaq là chị gái của một nữ diễn viên truyền hình Shafaq Naaz.

## Đời sống cá nhân
Falaq đến từ thành phố Meerut,Uttar Pradesh.Cô hoàn thành việc học tập của mình ở nhiều nơi như Dehradun Meerut và Delhi. Gia đình Falaq gồm mẹ và ba anh chị em khác trong đó cô là người lớn nhất.Ba cô mất khi cô còn nhỏ,vì vậy mẹ cô một mình chăm sóc cả bốn đứa con của mình.Falaq đam mê khiêu vũ nên mẹ cô đã ghi danh cô và em gái cô,Shafaq trong Viện Điện ảnh và Truyền hình Ấn Độ,Meerut.
Falaq được đào tạo bởi một biên đạo múa nổi tiếng của Bollywood,Saroj Khan.Chính sự kiên trì của Saroj Khan đã cho thấy Falaq và Shafaq cùng với gia đình chuyển tới Mumbai vào tháng 2 năm 2010 và bắt đầu thử vai cho các bộ phim truyền hình.

## Chương trình truyền hình
| Chương trình truyền hình               | Vai diễn                                                        | Kênh truyền hình |
| -------------------------------------- | --------------------------------------------------------------- | ---------------- |
| Taarak Mehta Ka Ooltah Chashmah        | Khách mời                                                       | SAB TV           |
| Fear Files                             | Khách mời                                                       | Zee TV           |
| Devon Ke Dev...Mahadev                 | Thần Lakshmi/Sita                                               | Life OK          |
| Savdhaan India                         | Khách mời                                                       | Life OK          |
| Gunahon Ka Devta                       | Shikha                                                          | Imagine TV       |
| Adaalat                                | Rubia/Maya                                                      | SET India        |
| Dekha Ek Khwaab                        | Tara                                                            | SET India        |
| Mujhse Kuchh Kehti...Yeh Khamoshiyaan  | Archana                                                         | Star Plus        |
| Cuộc chiến những nàng dâu              | Jhanvi Bharadwaj/Jhanvi Singhania/ Jhanvi Arora/Jhanvi Malhotra | Colors TV        |
| Bharat Ka Veer Putra – Maharana Pratap | Nữ hoàng Ruqaiya Sultan Begum                                   | SET India        |
| Ruqaiya Sultan Begum                   | Thần Saraswati                                                  | Colors TV        |